# Valea Sângeorgiului, Hunedoara
Valea Sângeorgiului este un sat ce aparține orașului Călan din județul Hunedoara, Transilvania, România.

## Imagini

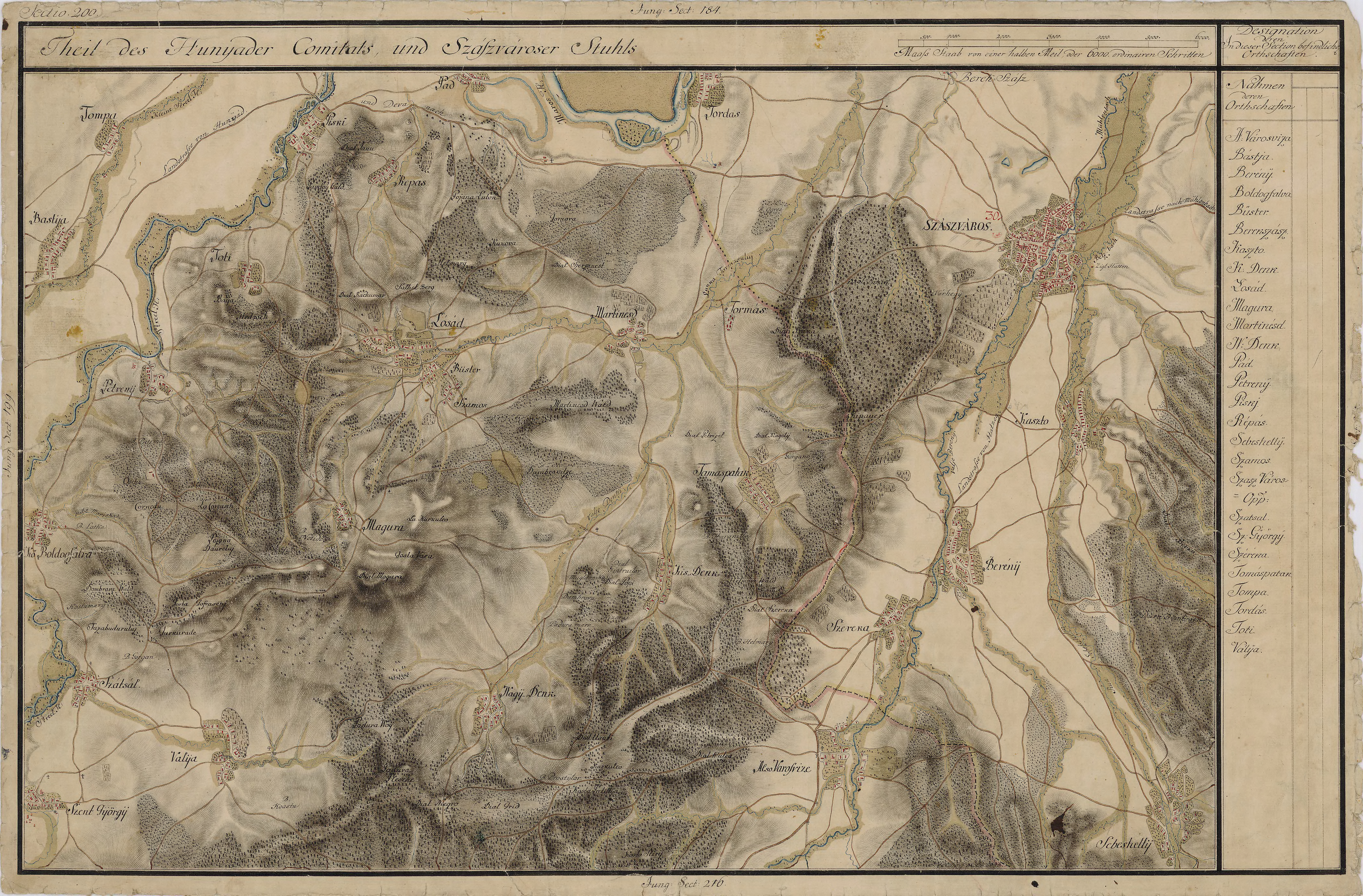
Valea Sângeorgiului în Harta Iosefină a Transilvaniei, 1769-1773